# Mniszek (powiat gostyniński)
Mniszek – osada w Polsce położona w województwie mazowieckim, w powiecie gostynińskim, w gminie Gostynin. Status samodzielnej osady miejscowość uzyskała 1 stycznia 2013. Wcześniej stanowiła część wsi Kiełpieniec.